# Basil Rathbone

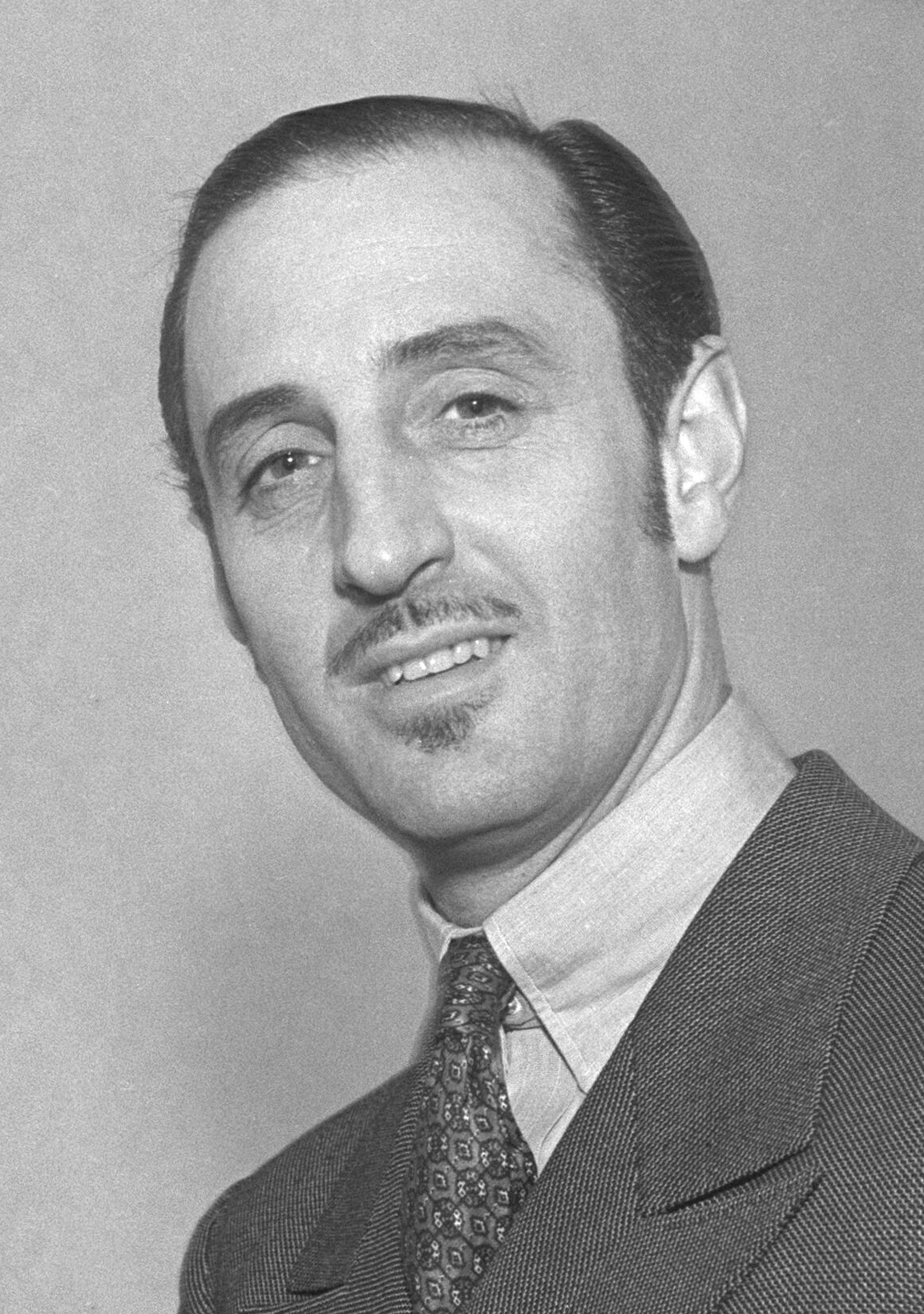
Basil Rathbone, 1935

Philip St. John Basil Rathbone (* 13. Juni 1892 in Johannesburg, Südafrikanische Republik; † 21. Juli 1967 in New York City, New York, Vereinigte Staaten) war ein britischer Schauspieler. Seine bekannteste Rolle spielte er als Sherlock Holmes in insgesamt 14 Kriminalfilmen zwischen 1939 und 1946. Er zählt bis heute zu den beliebtesten und prägendsten Darstellern des Meisterdetektivs. Ebenfalls bekannt wurde Rathbone für die Darstellung eleganter Schurken in zahlreichen Abenteuerfilmen, Literaturverfilmungen und Horrorstreifen. In seiner profilierten Laufbahn als Theaterschauspieler wurde Rathbone mit dem Tony Award ausgezeichnet. Zweimal war er für den Oscar nominiert, und drei Sterne auf dem Hollywood Walk of Fame tragen seinen Namen.

## Leben
Basil Rathbone wurde unter dem Namen Philip St. John Basil Rathbone 1892 in Johannesburg als Sohn britischer Eltern geboren. Seine Mutter Anna Babera George war eine Violinistin, sein Vater Edgar Philip Rathbone ein Mineningenieur und Mitglied der bekannten Rathbone Family aus Liverpool. Die Rathbones aus Liverpool galten als nonkonformistische, aber zugleich öffentlich engagierte Familie. Die Politikerin Eleanor Rathbone ist mit Basil Rathbone verwandt, ebenso weitläufig der US-Bürgerkriegsgeneral Henry Rathbone, der bei dessen Ermordung neben Abraham Lincoln saß. Auch der Schauspieler Jackson Rathbone gab an, mit Basil Rathbone weitläufig verwandt zu sein. Basil Rathbone hatte zwei ältere Halbbrüder, Harold und Horace, sowie zwei jüngere Geschwister, Beatrice und John.
Als Basil drei Jahre alt war, floh er mit seiner Familie von Südafrika nach Großbritannien, weil sein Vater von den Buren angeklagt wurde, ein britischer Spion zu sein. Rathbone sagte später, dass er nicht wisse, ob sein Vater ein Spion gewesen sei oder nicht, weil er ihn nie danach gefragt hatte. Basil Rathbone besuchte die angesehene Repton School in Repton in Derbyshire. Hier entdeckte er auch seine Leidenschaft für das Theater. 1914 heiratete er die Schauspielerin Ethel Marion Foreman, mit der er einen Sohn namens Rodion Rathbone (1915–1996) hatte, der sich selbst kurze Zeit als Schauspieler versucht hat und neben seinem Vater 1939 in Der Henker von London spielte.
Ab 1916 diente Rathbone während des Ersten Weltkriegs im London Scottish Regiment, in dem auch andere Schauspieler wie Claude Rains waren. Am Ende des Krieges hatte er den Rang eines Offiziers erreicht und wurde mit dem Military Cross ausgezeichnet. Sein jüngerer Bruder John fiel allerdings im Krieg. Nachdem 1926 die Ehe zwischen Basil und Ethel geschieden worden war, heiratete er ein Jahr später die Drehbuchautorin und Schauspielerin Ouida Bergère (1886–1974). Das Ehepaar adoptierte eine Tochter namens Cynthia (1939–1969). Rathbone verlagerte zu diesem Zeitpunkt auch seinen Lebensmittelpunkt in die Vereinigten Staaten. Der Schauspieler soll auch eine Liebesgeschichte mit dem ansonsten als lesbisch geltenden Theaterstar Eva Le Gallienne gehabt haben.
Rathbone blieb bis zu seinem Tod über 41 Jahre mit Ouida verheiratet, und die Ehe galt als eine der vorbildlichsten Hollywoods. Auf ihrem Anwesen in Kalifornien, das auch einmal von Jack Dempsey bewohnt worden war, veranstaltete das Ehepaar glamouröse Feiern. Das veranlasste Bob Hope in der Komödie The Ghost Breakers (1940) sogar zur Bemerkung, als gerade ein heftiger Sturm vorüberzieht, dass Basil Rathbone wohl gerade eine Party veranstalte. Im Gegensatz zu vielen seiner Filmfiguren galt Rathbone als freundlicher Mensch, der zeitweise bis zu sechs Hunde hielt, Mitglied des von C. Aubrey Smith gegründeten Cricket-Clubs in Hollywood war und gut mit Kindern umgehen konnte. Rathbone und seine Frau waren ebenfalls gern gesehene Gäste auf Feiern von berühmten Persönlichkeiten wie William Randolph Hearst.
Basil Rathbone starb am 21. Juli 1967 im Alter von 75 Jahren in seinem New Yorker Apartment an einem Herzinfarkt. Er wurde in Hartsdale, einem Vorort von New York City, auf dem Ferncliff Cemetery and Mausoleum (Shrine of Memories, Einheit 1, Abschnitt K, Krypta 117) beigesetzt.

## Karriere

### 1911–1935: Theater und erste Filme
Nachdem er eine kurze Zeit als Versicherungskaufmann gearbeitet hatte, gab der 19-jährige Rathbone 1911 sein Schauspieldebüt am Theater in Ipswich mit einer Aufführung von Shakespeares Der Widerspenstigen Zähmung. Im Jahr 1912 reiste er mit Frank Bensons Schauspieltruppe in die Vereinigten Staaten. Er spielte in den ersten Jahren vor allem in Shakespeare-Stücken; etwa als Paris in Romeo und Julia, Fenton in Die lustigen Weiber von Windsor, Lysander in Ein Sommernachtstraum und Silvius in Wie es euch gefällt. Seinen ersten Auftritt in London hatte Rathbone im Juli 1914 im Savoy Theatre.
Nach seinem Einsatz im Ersten Weltkrieg setzte sich seine Karriere erfolgreich fort. 1921 hatte er schließlich seinen ersten Filmauftritt in den Stummfilmen Innocent und The Fruitful Wine. Viele weitere, heute nahezu unbekannte Stummfilme folgten. Sein Schwerpunkt lag jedoch weiterhin in der Theaterarbeit, in den 1920er-Jahren hatte er zahlreiche Auftritte am Broadway. Seine ganze Karriere über blieb er dem Theater verbunden und zog es in vielen Belangen dem Filmgeschäft vor. Den Übergang zum Tonfilm schaffte er in der Folgezeit ohne Probleme. Neben Norma Shearer war er 1929 in der Komödie The Last of Mrs. Cheyney, der ersten Verfilmung von Frederick Lonsdales gleichnamigem Theaterstück, zu sehen. 1930 war er männlicher Hauptdarsteller an der Seite von Billie Dove und Kay Francis (A Notorious Affair), Ruth Chatterton (The Lady of Scandal) und Constance Bennett (Sin Takes a Holiday). 1932 war er als Liebhaber in Pola Negris A Woman Commands eingesetzt. 1933 zog sich Rathbone aus Hollywood zurück, wo er zunehmend weniger attraktive Rollen angeboten bekam. Er kehrte nach Großbritannien für den Film Loyalities zurück, in dem er einen Juden verkörpert, der nur wegen seines Geldes von der Gesellschaft akzeptiert wird.

### 1935–1939: Erfolge als Schurkendarsteller

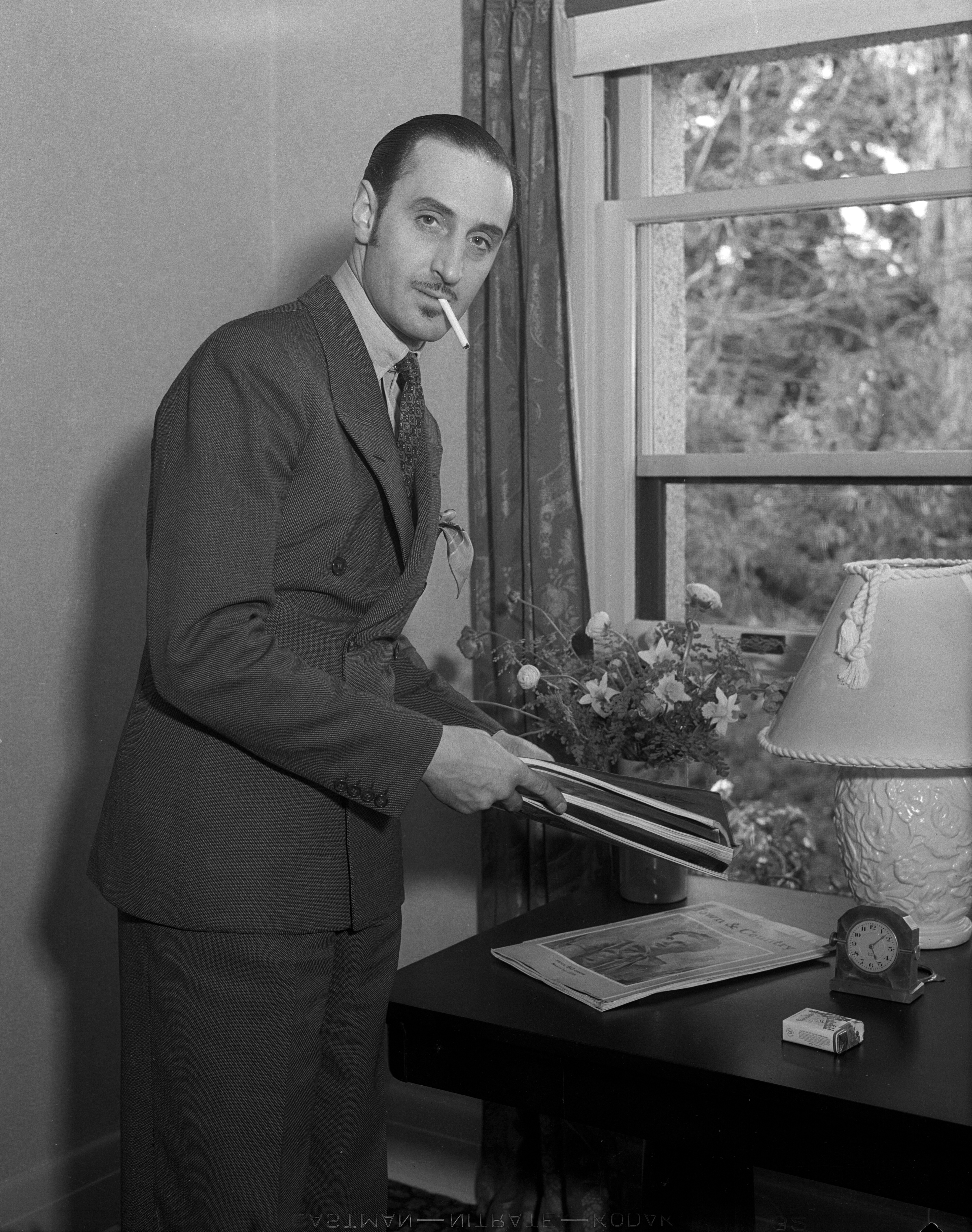
Basil Rathbone, 1935

Rathbone kehrte 1935 nach einem Theaterengagement nach Hollywood zurück, wo ihm mit seinem ersten Film der endgültige Durchbruch gelang. In David Copperfield, einer Verfilmung des gleichnamigen Romans von Charles Dickens, spielte er 1935 an der Seite von Stars wie W. C. Fields und Lionel Barrymore den grausamen Stiefvater der Titelfigur, der den Jungen mit fragwürdigen Methoden erzieht. Im selben Jahr gab er als rücksichtsloser Marquis St. Evremonde in Flucht aus Paris in einer weiteren Dickens-Verfilmung den Bösewicht, außerdem trat er an der Seite von Greta Garbo und Fredric March in Anna Karenina auf, einer Verfilmung des gleichnamigen Romans von Lew Tolstoi. Rathbone spielte darin den Fürsten Alexei Karenin, Anna Kareninas langweiligen und eifersüchtigen Ehemann. In den folgenden Jahren verkörperte er weitere Bösewichte aus der klassischen Literatur und galt als Idealbild des „eleganten Schurken“. Die meisten seiner Figuren waren rücksichtslos und brutal, besaßen aber gleichzeitig häufig Charisma und Intelligenz.
Unter anderem war er neben Kay Francis als böser Verführer in Confession zu sehen und verkörperte Pontius Pilatus in Die letzten Tage von Pompeji. Bekannt wurde er ebenfalls durch seine Darstellung von Mantel-und-Degen-Bösewichten in Abenteuerfilmen, etwa an der Seite von Gary Cooper in Die Abenteuer des Marco Polo aus dem Jahr 1938 sowie in seinen Filmrollen neben Errol Flynn: In Unter Piratenflagge (1935) spielte er einen Piratenkapitän, und in Robin Hood – König der Vagabunden war er als Sir Guy of Gisbourne zu sehen. Beide Filme gelten heute als Abenteuerklassiker, und in beiden Filmen wird Rathbones Figur am Ende von Flynn im Fechtduell getötet. Ironischerweise war er der beste Fechter in Hollywood und gab seinen „Gegnern“ Unterricht, damit sie ihn schlagen konnten. Den einzigen Fechtkampf seiner gesamten Filmkarriere, den er gewinnen durfte, hatte er als Tybalt in Romeo und Julia (1936). Für seinen Auftritt als Tybalt wurde er 1937 für den Oscar nominiert, ebenfalls 1939 für seinen König Ludwig XI. in Wenn ich König wär. Beide Male unterlag er allerdings Walter Brennan.
Seltener verkörperte Rathbone auch gutmütige Rollen: Im Filmmusical Make a Wish (1937) spielte er einen Komponisten, der Inspiration für sein neues Stück sucht, und im Kriegsfilm The Dawn Patrol (1938) den ehrenhaften Kommandanten von Errol Flynn.

### 1939–1946: Karrierehöhepunkt als Sherlock Holmes

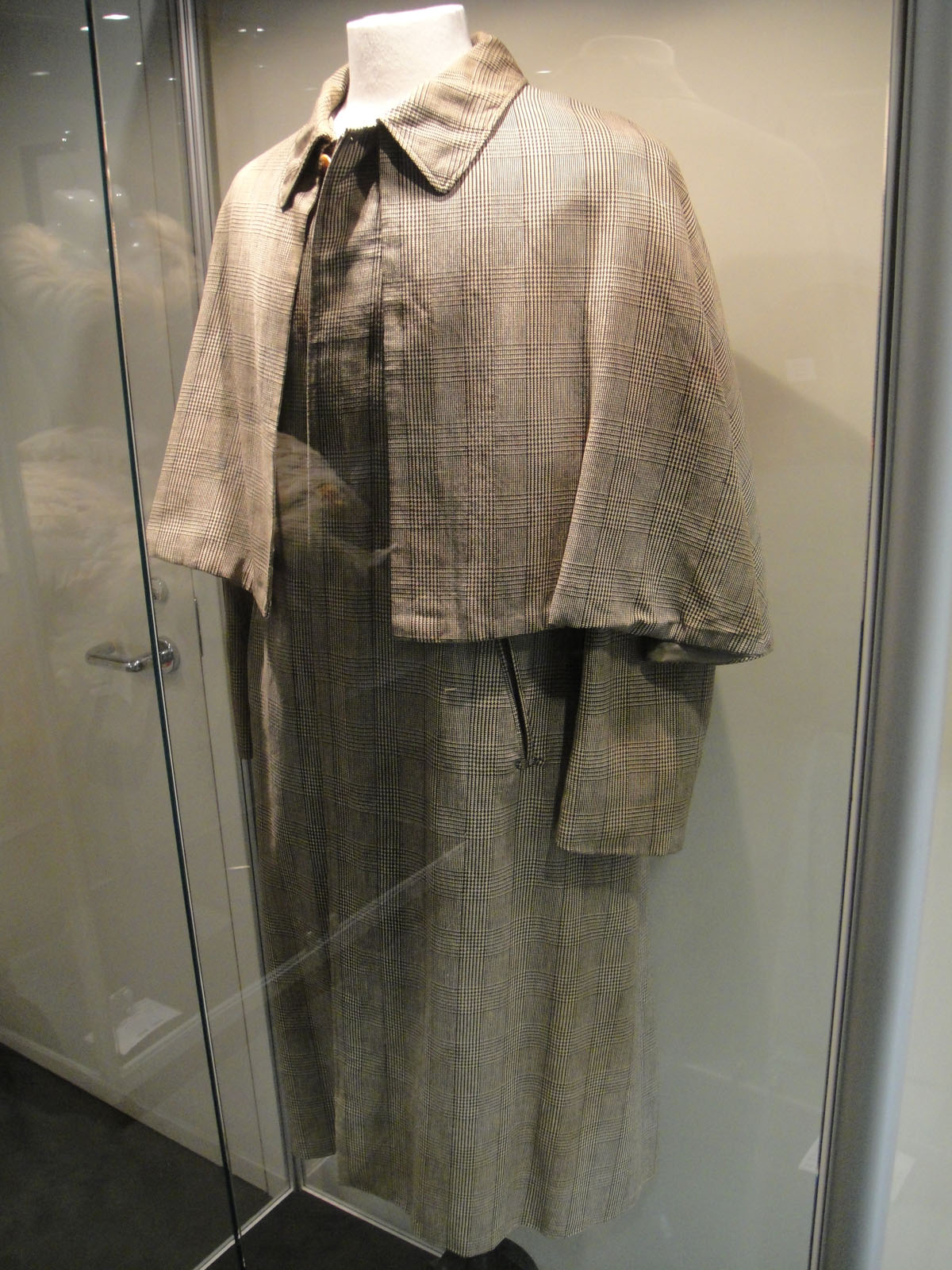
Basil Rathbones Sherlock-Holmes-Kostüm aus den Filmen Die Abenteuer des Sherlock Holmes und Der Hund von Baskerville von 1939

1939 spielte Basil Rathbone Sherlock Holmes in Der Hund von Baskerville an der Seite von Lionel Atwill als Dr. Mortimer und John Carradine als Diener Barryman (im Roman: Barrymore). Die Rolle des Dr. John Watson verkörperte Nigel Bruce. Der Erfolg des Films führte dazu, dass noch im selben Jahr ein weiterer Sherlock-Holmes-Streifen mit Basil Rathbone und Nigel Bruce als Sherlock Holmes und Doktor Watson sowie George Zucco als Professor Moriarty unter dem Titel Die Abenteuer des Sherlock Holmes entstand. Er basiert auf einem Theaterstück des Schauspielers William Gillette (1853–1937), das schon mehrfach verfilmt worden war, unter anderem mit Gillette selbst in der Rolle des Sherlock Holmes. Der Hund von Baskerville und Die Abenteuer des Sherlock Holmes spielten beide im England zur Zeit der Königin Victoria.
Der Erfolg der beiden Filme führte dazu, dass zwischen 1942 und 1946 zwölf weitere Sherlock-Holmes-Filme mit Basil Rathbone und Nigel Bruce entstanden. Allerdings übernahm nicht mehr 20th Century Fox die Produktion, sondern Universal Pictures. Bei elf dieser zwölf Universal-Filme führte Roy William Neill Regie. Die Filme basieren zum Teil auf Erzählungen von Arthur Conan Doyle, die Handlung wurde wegen des Zweiten Weltkrieges jedoch vom viktorianischen England in die Zeit der Entstehung der Filme verlegt, also in die 1930er und 1940er Jahre. Zudem wurden die Filme bei Universal zusehends billiger und mit weniger bekannten Co-Darstellern gedreht, was dem Erfolg der Reihe allerdings keinerlei Abbruch tat. Gleichzeitig entstand eine Serie von Radio-Hörspielen mit Rathbone als Sherlock Holmes und Nigel Bruce als Doktor Watson. Ursprünglich war Rathbone froh gewesen, sein Schurkenimage abzulegen, doch 1946 ließ er beide Serien einstellen, um der Rolle zu entkommen. Nichtsdestotrotz las er in den 1960er Jahren noch einmal Sherlock Holmes Geschichten für eine Schallplattenreihe ein, in denen er jedoch genau genommen Dr. Watson und eben nicht Sherlock Holmes verkörperte.
Seinen ersten Horrorfilm hatte Basil Rathbone unmittelbar vor The Hound of the Baskervilles gedreht. In Frankensteins Sohn verkörpert er Wolf von Frankenstein, dessen Vater Victor von Frankenstein einst das Monster schuf. Als er in das Schloss seiner Eltern zurückkehrt, wird Wolf von Frankenstein von Ygor gezwungen, das Monster wiederzubeleben. In weiteren Rollen sind Boris Karloff als Monster, Bela Lugosi als Ygor und Lionel Atwill als Inspektor Krogh zu sehen. Mit Boris Karloff drehte Basil Rathbone zudem Der Henker von London, in dem er den machtbesessenen König Richard III. und Boris Karloff seinen glatzköpfigen Henker spielt. Jedes Mal, wenn Richard einen seiner Rivalen tötet, entfernt er Figuren aus dem Puppenhaus, die den Thronsaal darstellen sollen. Mit Bela Lugosi drehte er später die Horrorfilme The Black Cat und Die Schreckenskammer des Dr. Thosti.

### 1946–1967: Späte Karriere
Nach dem Ende der Sherlock-Holmes-Serie zog Rathbone sich für einige Jahre aus dem Filmgeschäft zurück und arbeitete unter anderem am Broadway. Hier wurde er 1947 mit dem Tony Award als bester Schauspieler für seine Darstellung eines seiner Tochter gegenüber distanzierten Arztes in dem Stück The Heiress (basierend auf dem Henry-James-Roman Washington Square) ausgezeichnet. Für die Verfilmung Die Erbin wurde jedoch an seiner Stelle Ralph Richardson verpflichtet, was Rathbone sehr kränkte. Zum Nachteil von Rathbones später Filmkarriere war oftmals seine Popularität als Sherlock Holmes. Da das Publikum ihn oft nur mit dieser Rolle identifizierte, schreckten Produzenten davor zurück, ihn in anderen Rollen zu besetzen. 1953 schrieb Rathbones Frau Ouida ein Stück mit dem Titel Sherlock Holmes, das am Broadway lief, allerdings erhielt das Stück schlechte Kritiken und wurde bereits nach kurzer Zeit abgesetzt. Ab den 1950er Jahren arbeitete er regelmäßig als Darsteller im aufkommenden US-Fernsehen, so beispielsweise in zwei Fernsehadaptionen von Charles Dickens’ Eine Weihnachtsgeschichte neben Fredric March: 1954 machte March den Ebeneezer Scrooge und Rathbone spielte dessen verstorbenen Geschäftspartner Jacob Marley, in der Version von 1959 übernahm March den Erzähler und Rathbone verkörperte Scrooge.
Nach fast einem Jahrzehnt fast ohne Kinoauftritte belebte die Komödie Wir sind keine Engel (1955) Rathbones Filmkarriere neu. An der Seite von Peter Ustinov und Humphrey Bogart verkörperte er einen geizigen Onkel, der seinen liebenswerten Verwandten ihren Laden wegnehmen will und im Verlaufe des Filmes von einer Schlange zu Tode gebissen wird. Hiermit begann Rathbones letzter Karriereabschnitt, in dem er oft seine berühmten Schurkenrollen parodierte, so auch in der Robin-Hood-Persiflage Der Hofnarr (1955), in der er als intriganter Königsberater Lord Ravenhurst den Widerpart zu Danny Kaye bildet. In John Fords Drama Das letzte Hurra (1958) bringt er Spencer Tracys altgedienten Politiker in der Rolle eines unerbittlichen Bankiers zu Fall.
In den 1960er Jahren drehte Basil Rathbone unter anderem den Horrorfilm Der grauenvolle Mr. X, eine Edgar-Allan-Poe-Verfilmung mit Vincent Price und Peter Lorre unter der Regie von Roger Corman, sowie die Horrorkomödie Ruhe Sanft GmbH mit Vincent Price, Peter Lorre und Boris Karloff. Bis zu seinem Tod war der Charakterdarsteller als Schauspieler aktiv, wenngleich seine Filme nur noch selten die frühere Qualität erreichten. Seine letzten Filme waren die mexikanische Low-Budget-Produktion Autopsia de un fantasma sowie der drittklassige Musikfilm Hillbillys in a Haunted House, beide Male an der Seite von John Carradine. Zugleich finanzierte er mit diesen Auftritten seine eigenen, deutlich anspruchsvolleren Theaterprogramme, mit denen er durch die Vereinigten Staaten tourte. Im Jahr 1962 veröffentlichte Rathbone seine Biografie In and Out of Character.

## Filmografie

### Filme als Sherlock Holmes
- 1939: Der Hund von Baskerville (The Hound of the Baskervilles)
- 1939: Die Abenteuer des Sherlock Holmes (The Adventures of Sherlock Holmes)
- 1942: Die Stimme des Terrors (Sherlock Holmes and the Voice of Terror)
- 1942: Die Geheimwaffe (Sherlock Holmes and the Secret Weapon)
- 1943: Verhängnisvolle Reise (Sherlock Holmes in Washington)
- 1943: Gespenster im Schloß (Sherlock Holmes Faces Death) (Das tödliche Ritual)
- 1943: Das Spinnennest (The Spider Woman)
- 1944: Die Kralle (The Scarlet Claw)
- 1944: Die Perle der Borgia (The Pearl of Death)
- 1945: Das Haus des Schreckens (The House of Fear)
- 1945: Die Frau in Grün (The Woman in Green)
- 1945: Gefährliche Mission (Pursuit to Algiers)
- 1946: Juwelenraub (Terror by Night)
- 1946: Jagd auf Spieldosen (Dressed to Kill)

### Weitere Filme
- 1921: Innocent
- 1921: The Fruitful Wine
- 1923: The School for Scandal
- 1923: The Loves of Mary, Queen of Scots
- 1924: Trouping with Ellen
- 1925: Die Tänzerin von Moulin-Rouge (The Masked Bride)
- 1926: The Great Deception
- 1929: The Last of Mrs. Cheyney
- 1930: The Bishop Murder Case
- 1930: This Mad World
- 1930: A Notourius Affair
- 1930: The Flirting Widow
- 1930: The Lady of Scandal
- 1930: A Lady Surrenders
- 1930: Sin Takes A Holiday
- 1932: Um eine Fürstenkrone (A Woman Commands)
- 1932: After The Ball
- 1933: One Precious Year
- 1933: Loyalties
- 1935: David Copperfield
- 1935: Anna Karenina
- 1935: Der Untergang von Pompeji (The Last Days of Pompeii)
- 1935: A Feather In Her Hat
- 1935: Kind Lady
- 1935: Flucht aus Paris (A Tale of Two Cities)
- 1935: Unter Piratenflagge (Captain Blood)
- 1936: Frauenehre (Private Number)
- 1936: Romeo und Julia (Romeo and Juliet)
- 1936: Der Garten Allahs (The Garden of Allah)
- 1936: Love From A Stranger
- 1937: Confession
- 1937: Make a Wish
- 1937: Tovarich
- 1938: Die Abenteuer des Marco Polo (The Adventures of Marco Polo)
- 1938: Robin Hood – König der Vagabunden (The Adventures of Robin Hood)
- 1938: Wenn ich König wär (If I Were King)
- 1938: The Dawn Patrol
- 1939: Frankensteins Sohn (Son of Frankenstein)
- 1939: The Sun Never Sets
- 1939: Rio
- 1939: Der Henker von London (Tower of London)
- 1940: Rhythm on the River
- 1940: Im Zeichen des Zorro (The Mark of Zorro)
- 1941: The Mad Doctor
- 1941: The Black Cat
- 1941: International Lady
- 1941: Paris Calling
- 1942: Schatten am Fenster (Fingers at the Window)
- 1942: Crossroads
- 1943: Gefährliche Flitterwochen (Above Suspicion)
- 1944: Badende Venus (Bathing Beauty)
- 1944: Der Pirat und die Dame (Frenchman’s Creek)
- 1946: Heartbeat
- 1949: Die Abenteuer von Ichabod und Taddäus Kröte (The Adventures of Ichabod and Mr. Toad) (Stimme)
- 1949: The Wind at the Willows (Stimme)
- 1954: Der Schürzenjäger von Venedig (Casanova’s Big Night)
- 1955: Wir sind keine Engel (We’re No Angels)
- 1955: Der Hofnarr (The Court Jester)
- 1956: Die Schreckenskammer des Dr. Thosti (The Black Sleep)
- 1958: Das letzte Hurra (The Last Hurrah)
- 1961: The Black Cat (Stimme)
- 1962: Das Zauberschwert (The Magic Sword)
- 1962: Pontius Pilatus – der Statthalter des Grauens (Ponzio Pilato)
- 1962: Der grauenvolle Mr. X (Tales of Terror)
- 1962: Two Before Zero
- 1963: Ruhe Sanft GmbH (The Comedy of Terrors)
- 1965: Reise zum prähistorischen Planeten (Voyage to the Prehistoric Planet) (eigentlich Planet der Stürme)
- 1966: Erbschaft mit Hindernissen (The Ghost in the Invisible Bikini)
- 1966: Queen of Blood
- 1967: Hillbillys In A Haunted House
- 1967: Autopsia de un fantasma

## Deutsche Synchronstimme
Obwohl die Sherlock-Holmes-Reihe über einen längeren Zeitraum und zum Teil mehrfach synchronisiert wurde, ist in allen 14 Filmen Walter Niklaus als deutsche Stimme von Basil Rathbone zu hören.

## Auszeichnungen
- 1937: Oscar-Nominierung in der Kategorie Bester Nebendarsteller für Romeo und Julia
- 1939: Oscar-Nominierung in der Kategorie Bester Nebendarsteller für Wenn ich König wär
- 1960: Drei Sterne auf dem Hollywood Walk of Fame für Film, Fernsehen und Radioarbeit
- American Film Institute: Top 250 männliche Filmstars

## Ehrungen und Reminiszenzen
Rathbone zu Ehren gibt es drei Sterne auf dem Hollywood Walk of Fame in den Kategorien Film, Fernsehen und Radio. Der Vorname der Hauptfigur im Disney-Zeichentrickfilm Basil, der große Mäusedetektiv ist Rathbone gewidmet. In einer Szene, in der der Schatten von Sherlock Holmes an die Wand geworfen wird, ist zudem im Original die Stimme von Basil Rathbone aus alten Aufnahmen zu hören. In der letzten Szene der vierten Staffel der Fernsehserie Sherlock ist ein Schild mit der Aufschrift „Rathbone Place“ zu sehen.

## Autobiografie
- In and Out of Character. Limelight Editions, New York 1997, ISBN 0-87910-119-9. (Originalausgabe 1960)